# Gallasovská a Clam-Gallasovská hrobka
Gallasovská a Clam-Gallasovská hrobka je pohřebiště členů šlechtických rodů Gallasů a Clam-Gallasů v kryptě poutního kostela Navštívení Panny Marie v Hejnicích v okrese Liberec. Hrobka vznikla na popud Františka Ferdinanda z Gallasu na konci 17. století.

## Historie
V roce 1636 se stali majiteli Frýdlantska Gallasové, kteří do Čech přišli z Tyrolska. Výstavba gallasovské hrobky započala v roce 1696 za Františka Ferdinanda z Gallasu (1635–1697), který už předtím v Hejnicích nechal postavit kolem poutního místa ambit a pozval sem františkány, aby sloužili poutníkům po duchovní i hmotné stránce. František Ferdinand zemřel 4. ledna 1697 v Praze a byl v hrobce pochován jako první. Práce však ještě pokračovaly a hrobka byla dokončena za Jana Václava z Gallasu (1671–1719) následující rok. Později byla krypta rozšířena o hrobku Clam-Gallasů a františkánů.

## Popis hrobky

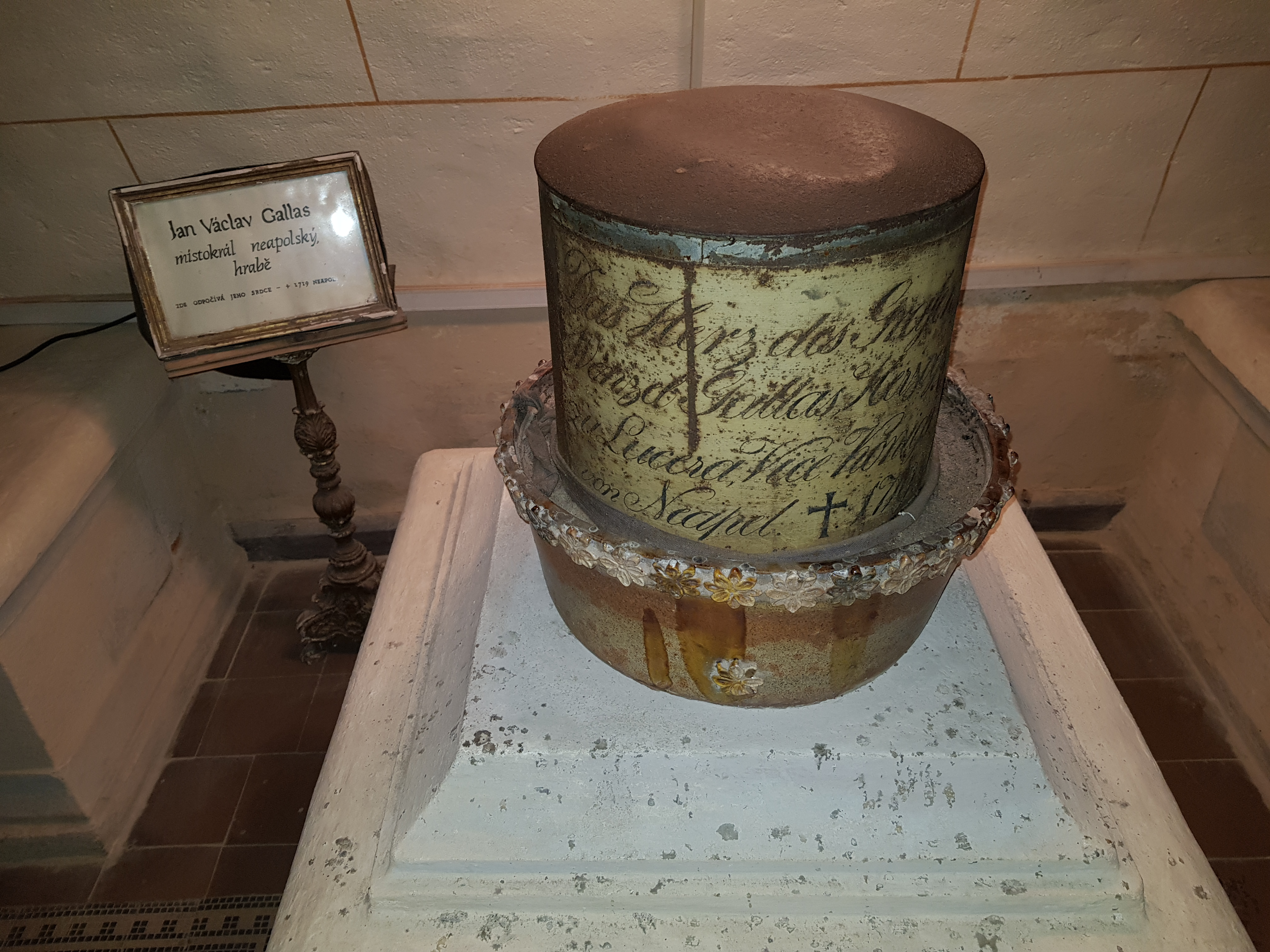
Urna se srdcem neapolského místokrále Jana Václava z Gallasu

Hrobka se nachází pod původním gotickým kostelem, místnosti jsou uspořádány podél západovýchodní osy.
Do krypty se vchází přes boční kapli s gotickým polním křídlovým oltářem pravděpodobně z konce 15. století, který byl majetkem Albrechta z Valdštejna (1583–1634) a který po jeho smrti do Hejnic věnovala Valdštejnova manželka Izabela Kateřina z Harrachu (1601–1656). Do oltáře byl zasazen pařez lípy, na kterém původně spočívala zázračná soška Panny Marie Hejnické (Mater Formosa). Původní Gallasovská hrobka byla postavena pod kořeny zmiňované lípy. Na podlaze v kapli je otvor pro spouštění rakví do hrobky, který je zakryt deskou s erbem rodu.
Hrobka se skládá ze tří částí. Ve východní místnosti byli pohřbíváni příslušníci rodu Gallasů. Uprostřed místnosti se nachází zařízení pro snadné spuštění rakví do rodinné hrobky, které navrhl František z Clam-Gallasu. V prostřední místnosti byli pochováváni Clam-Gallasové, zatímco v západní prostoře františkáni. K nim byly v roce 2011 uloženy ostatky pátera Dr. Miloše Rabana (1948–2011), který se zasloužil o obnovu komplexu po sametové revoluci.

## Seznam pochovaných
Mezi lety 1697 a 1938 zde bylo pohřbeno 31 příslušníků Gallasů, Clam-Gallasů a s nimi spřízněných rodů v osmi generacích. Fialově jsou vyznačeni členové rodu Gallasů, Clamů a Clam-Gallasů, žlutou barvou jejich manželé nebo manželky, kteří jsou zde pohřbeni, zeleně příbuzní nebo příslušníci spřízněných rodů. Generace u Gallasů (Clam-Gallasů) jsou počítány od vojevůdce třicetileté války Matyáše hraběte Gallase.
| Seznam pochovaných v hrobce Gallasů a Clam-Gallasů | Seznam pochovaných v hrobce Gallasů a Clam-Gallasů | Seznam pochovaných v hrobce Gallasů a Clam-Gallasů | Seznam pochovaných v hrobce Gallasů a Clam-Gallasů                          | Seznam pochovaných v hrobce Gallasů a Clam-Gallasů                              | Seznam pochovaných v hrobce Gallasů a Clam-Gallasů                                        | Seznam pochovaných v hrobce Gallasů a Clam-Gallasů | Seznam pochovaných v hrobce Gallasů a Clam-Gallasů |
| Po-řa-dí                                           | Gene-race                                          | Jméno pohřbeného                                   | Datum a místo narození                                                      | Otec                                                                            | Datum a místo sňatku, choť                                                                | Pohřeb a uložení do hrobky                         | Poznámky |
| Po-řa-dí                                           | Gene-race                                          | Jméno pohřbeného                                   | Datum a místo úmrtí                                                         | Matka                                                                           | Datum a místo sňatku, choť                                                                | Pohřeb a uložení do hrobky                         | Poznámky |
| -------------------------------------------------- | -------------------------------------------------- | -------------------------------------------------- | --------------------------------------------------------------------------- | ------------------------------------------------------------------------------- | ----------------------------------------------------------------------------------------- | -------------------------------------------------- | --- |
| 1.                                                 | 2.                                                 | František Ferdinand z Gallasu                      | 1635                                                                        | Matyáš z Gallasu 17. 10. 1588 Trident (Trento) – 25. 4. 1647 Vídeň, vojevůdce   | 3. 7. 1660: Kateřina Barbora z Martinic asi 1642 – 15. 10. 1667 Praha)                    | 12. 1. 1697                                        | Zakladatel hrobky. |
| 1.                                                 | 2.                                                 | František Ferdinand z Gallasu                      | 4. 1. 1697 Praha                                                            | Anna Marie Dorota z Lodronu                                                     | 16. 6. 1668: Johana Emerenciana z Gaschin-Rosenbergu (č. 7)                               | 12. 1. 1697                                        | Zakladatel hrobky. |
| 2.                                                 |                                                    | Max Colonna z Felsu                                | 1698                                                                        |                                                                                 |                                                                                           | 5. 4. 1699                                         | |
| 2.                                                 | 2. 4. 1699                                         | Max Colonna z Felsu                                |                                                                             |                                                                                 |                                                                                           | 5. 4. 1699                                         | |
| 3.                                                 | 3.                                                 | Rudolf z Gallasu                                   | 4. 4. 1678 Frýdlant                                                         | František Ferdinand z Gallasu (č. 1)                                            |                                                                                           | 29. 5. 1699                                        | Bratr Jana Václava z Gallasu (č. 6). |
| 3.                                                 | 3.                                                 | Rudolf z Gallasu                                   | 9. 4. 1699 Vídeň                                                            | Johana Emerenciana z Gaschin-Rosenbergu (č. 7)                                  |                                                                                           | 29. 5. 1699                                        | Bratr Jana Václava z Gallasu (č. 6). |
| 4.                                                 |                                                    | Marie Anna z Dietrichsteinu                        | 10. 8. 1681 Vídeň                                                           | Filip Zikmund z Dietrichsteinu 9. 3. 1651 – 3. 7. 1716 Vídeň                    | 25. 4. 1700 Vídeň: Jan Václav z Gallasu (č. 6)                                            | 25. 2. 1704                                        | Její sestra Marie Arnoštka z Dietrichsteinu (13. 7. 1688 Vídeň – 30. 1. 1745 Vídeň) se stala druhou manželkou Jana Václava z Gallasu. |
| 4.                                                 | 16. 2. 1704 Praha                                  | Marie Anna z Dietrichsteinu                        | Marie Alžběta Hoffmannová z Grünbühelu 1660 – 21. 1. 1705                   |                                                                                 | 25. 4. 1700 Vídeň: Jan Václav z Gallasu (č. 6)                                            | 25. 2. 1704                                        | Její sestra Marie Arnoštka z Dietrichsteinu (13. 7. 1688 Vídeň – 30. 1. 1745 Vídeň) se stala druhou manželkou Jana Václava z Gallasu. |
| 5.                                                 | 3.                                                 | Johana Beatrix z Gallasu                           | 11. 5. 1676 (nebo 1680) Frýdlant                                            | František Ferdinand z Gallasu (č. 1)                                            | Karel Linhart Colonna z Felsu (3. 12. 1674 Toczek – 6. 6. 1752 Strzelce Opolskie)         | 6. 2. 1717                                         | Matka Marie Anny Colonnové z Felsu (č. 9). |
| 5.                                                 | 3.                                                 | Johana Beatrix z Gallasu                           | 2. 7. 1716 Vídeň                                                            | Johana Emerenciana z Gaschin-Rosenbergu (č. 7)                                  | Karel Linhart Colonna z Felsu (3. 12. 1674 Toczek – 6. 6. 1752 Strzelce Opolskie)         | 6. 2. 1717                                         | Matka Marie Anny Colonnové z Felsu (č. 9). |
| 6.                                                 | 3.                                                 | Jan Václav z Gallasu                               | 23. 3. 1671 Hořiněves                                                       | František Ferdinand z Gallasu (č. 1)                                            | 25. 4. 1700 Vídeň: Marie Anna z Dietrichsteinu (č. 4)                                     | 5. 10. 1719                                        | Nejvyšší maršálek Českého království (1708–1719) a neapolský místokrál (1709). Zde byla uložena pouze urna se srdcem, tělo bylo pohřbeno karmelitánském klášterním kostele Panny Marie v Neapoli.                                                                                          |
| 6.                                                 | 3.                                                 | Jan Václav z Gallasu                               | 25. 7. 1719 Neapol                                                          | Johana Emerenciana z Gaschin-Rosenbergu (č. 7)                                  | 26. 10. 1716 Vídeň: Marie Arnoštka z Dietrichsteinu 13. 7. 1688 Vídeň – 30. 1. 1745 Vídeň | 5. 10. 1719                                        | Nejvyšší maršálek Českého království (1708–1719) a neapolský místokrál (1709). Zde byla uložena pouze urna se srdcem, tělo bylo pohřbeno karmelitánském klášterním kostele Panny Marie v Neapoli.                                                                                          |
| 7.                                                 |                                                    | Johana Emerenciana z Gaschin-Rosenbergu            | 23. 1. 1643 nebo 1648                                                       |                                                                                 | 16. 6. 1668: František Ferdinand z Gallasu (č. 1)                                         | 24. 10. 1735                                       | Dožila se 92 let a přežila všechny své děti. |
| 7.                                                 | 16. 10. 1735 Praha                                 | Johana Emerenciana z Gaschin-Rosenbergu            |                                                                             |                                                                                 | 16. 6. 1668: František Ferdinand z Gallasu (č. 1)                                         | 24. 10. 1735                                       | Dožila se 92 let a přežila všechny své děti. |
| 8.                                                 | 4.                                                 | Filip Josef z Gallasu                              | 24. 8. 1703 Praha                                                           | Jan Václav z Gallasu (č. 6)                                                     | 15. 4. 1726: Marie Anna Colonnová z Felsu (č. 9), zároveň její bratranec                  | 12. 8. 1757                                        | Poslední mužský člen rodu Gallasů, nejvyšší dvorský sudí (1734–1747) a nejvyšší hofmistr Českého království (1747–1757). |
| 8.                                                 | 4.                                                 | Filip Josef z Gallasu                              | 21. 5. 1757 České Budějovice                                                | Marie Anna z Dietrichsteinu (č. 4)                                              | 15. 4. 1726: Marie Anna Colonnová z Felsu (č. 9), zároveň její bratranec                  | 12. 8. 1757                                        | Poslední mužský člen rodu Gallasů, nejvyšší dvorský sudí (1734–1747) a nejvyšší hofmistr Českého království (1747–1757). |
| 9.                                                 |                                                    | Marie Anna Colonnová z Felsu                       | 26. 7. 1702 Strzelce Opolskie                                               | Karel Linhart Colonna z Felsu 3. 12. 1674 Toczek – 6. 6. 1752 Strzelce Opolskie | 15. 4. 1726: Filip Josef z Gallasu (č. 8), zároveň jeho sestřenice                        | 11. 4. 1759                                        | Sestra Markéty Aloisie Colonnové z Felsu (č. 11), provdané za Jana Kryštofa z Clamu (č. 10). |
| 9.                                                 | 6. 4. 1759 Praha                                   | Marie Anna Colonnová z Felsu                       | Johana Beatrix z Gallasu (č. 5)                                             |                                                                                 | 15. 4. 1726: Filip Josef z Gallasu (č. 8), zároveň jeho sestřenice                        | 11. 4. 1759                                        | Sestra Markéty Aloisie Colonnové z Felsu (č. 11), provdané za Jana Kryštofa z Clamu (č. 10). |
| 10.                                                | 4.                                                 | Jan Kryštof z Clamu                                | 11. 7. 1702 Clam                                                            | Jan Leopold Clam                                                                | 1746: Markéta Aloisie Colonnová z Felsu (č. 11)                                           | 16. 4. 1778                                        | V roce 1759 byl povýšen do hraběcího stavu, tajný rada, švagr Marie Anny Colonnové z Felsu (č. 9) a Filipa Josefa z Gallasu (č. 8), otec Kristiána Filipa z Clam-Gallasu (č. 15) a Karla Leopolda z Clamu (č. 13).                                                                         |
| 10.                                                | 4.                                                 | Jan Kryštof z Clamu                                | 12. 4. 1778 Praha                                                           | Marie Františka ze Salburgu                                                     | 1746: Markéta Aloisie Colonnová z Felsu (č. 11)                                           | 16. 4. 1778                                        | V roce 1759 byl povýšen do hraběcího stavu, tajný rada, švagr Marie Anny Colonnové z Felsu (č. 9) a Filipa Josefa z Gallasu (č. 8), otec Kristiána Filipa z Clam-Gallasu (č. 15) a Karla Leopolda z Clamu (č. 13).                                                                         |
| 11.                                                |                                                    | Markéta Aloisie Colonnová z Felsu                  | 11. 6. 1714                                                                 | Karel Linhart Colonna z Felsu 3. 12. 1674 Toczek – 6. 6. 1752 Strzelce Opolskie | 1746: Jan Kryštof z Clamu (č. 10)                                                         | 5. 6. 1782                                         | Sestra Marie Anny Colonnové z Felsu (č. 9), provdané za Filipa Josefa z Gallasu (č. 8), matka Kristiána Filipa z Clam-Gallasu (č. 15) a Karla Leopolda z Clamu (č. 13). |
| 11.                                                | 1. 6. 1782                                         | Markéta Aloisie Colonnová z Felsu                  | Johana Beatrix z Gallasu (č. 5)                                             |                                                                                 | 1746: Jan Kryštof z Clamu (č. 10)                                                         | 5. 6. 1782                                         | Sestra Marie Anny Colonnové z Felsu (č. 9), provdané za Filipa Josefa z Gallasu (č. 8), matka Kristiána Filipa z Clam-Gallasu (č. 15) a Karla Leopolda z Clamu (č. 13). |
| 12.                                                |                                                    | Antonie Skrbenská z Hříště                         | červenec 1757                                                               |                                                                                 | Karel Leopold z Clamu (č. 13)                                                             | 1. 4. 1783                                         | |
| 12.                                                | 28. 3. 1783                                        | Antonie Skrbenská z Hříště                         |                                                                             |                                                                                 | Karel Leopold z Clamu (č. 13)                                                             | 1. 4. 1783                                         | |
| 13.                                                | 5.                                                 | Karel Leopold z Clam–Gallasu                       | 27. 10. 1755 Praha                                                          | Jan Kryštof z Clamu (č. 10)                                                     | Antonie Skrbenská z Hříště (č. 12)                                                        | 6. 4. 1784                                         | V roce 1768 on a jeho bratr přijali jméno Clam-Gallas. Ve svých 28 letech spáchal sebevraždu. Měl dceru Aloisii (9. 7. 1781 Praha – 19. 7. 1822 Horpács), která se provdala za hraběte Ludvíka Széchényiho.                                                                                |
| 13.                                                | 5.                                                 | Karel Leopold z Clam–Gallasu                       | 1. 4. 1784 Praha                                                            | Markéta Aloisie Colonnová z Felsu (č. 11)                                       | Antonie Skrbenská z Hříště (č. 12)                                                        | 6. 4. 1784                                         | V roce 1768 on a jeho bratr přijali jméno Clam-Gallas. Ve svých 28 letech spáchal sebevraždu. Měl dceru Aloisii (9. 7. 1781 Praha – 19. 7. 1822 Horpács), která se provdala za hraběte Ludvíka Széchényiho.                                                                                |
| 14.                                                |                                                    | Karolína Josefína Sporcková                        | 15. 8. 1752 Praha                                                           | Jan Karel Sporck                                                                | 10. 9. 1770: Kristián Filip z Clam-Gallasu (č. 15)                                        | 23. 9. 1799                                        | |
| 14.                                                | 18. 9. 1799 Praha                                  | Karolína Josefína Sporcková                        | Marie Terezie Josefa z Thürheimu                                            |                                                                                 | 10. 9. 1770: Kristián Filip z Clam-Gallasu (č. 15)                                        | 23. 9. 1799                                        | |
| 15.                                                | 5.                                                 | Kristián Filip z Clam-Gallasu                      | 29. 4. 1748 Praha                                                           | Jan Kryštof z Clamu (č. 10)                                                     | 10. 9. 1770: Karolína Josefína Sporcková (č. 14)                                          | 14. 2. 1805                                        | Dědic Gallasů, v roce 1768 bylo dědictví potvrzeno a on a jeho bratr přijali jméno Clam-Gallas. |
| 15.                                                | 5.                                                 | Kristián Filip z Clam-Gallasu                      | 8. 2. 1805 Praha                                                            | Markéta Aloisie Colonnová z Felsu (č. 11)                                       | 10. 9. 1770: Karolína Josefína Sporcková (č. 14)                                          | 14. 2. 1805                                        | Dědic Gallasů, v roce 1768 bylo dědictví potvrzeno a on a jeho bratr přijali jméno Clam-Gallas. |
| 16.                                                |                                                    | Matylda Auerspergová                               | 2. 6. 1806                                                                  | Vincenc z Auerspergu 31. 8. 1763 – 4. 6. 1833                                   |                                                                                           | 22. 6. 1810                                        | Vnučka Kristiána Filipa z Clam-Gallasu (č. 15) a Karolíny Josefíny Sporcková (č. 14), sestra Aloisie Auerspergové (č. 17). |
| 16.                                                | 17. 6. 1810                                        | Matylda Auerspergová                               | Marie Aloisie z Clam-Gallasu 8. 10. 1774 – 27. 2. 1831                      |                                                                                 |                                                                                           | 22. 6. 1810                                        | Vnučka Kristiána Filipa z Clam-Gallasu (č. 15) a Karolíny Josefíny Sporcková (č. 14), sestra Aloisie Auerspergové (č. 17). |
| 17.                                                |                                                    | Aloisie Auerspergová                               | 15. 8. 1807                                                                 | Vincenc z Auerspergu 31. 8. 1763 – 4. 6. 1833                                   |                                                                                           | 13. 10. 1810                                       | Vnučka Kristiána Filipa z Clam-Gallasu (č. 15) a Karolíny Josefíny Sporcková (č. 14), sestra Matyldy Auerspergové (č. 16). |
| 17.                                                | 9. 10. 1810                                        | Aloisie Auerspergová                               | Marie Aloisie z Clam-Gallasu 8. 10. 1774 – 27. 2. 1831                      |                                                                                 |                                                                                           | 13. 10. 1810                                       | Vnučka Kristiána Filipa z Clam-Gallasu (č. 15) a Karolíny Josefíny Sporcková (č. 14), sestra Matyldy Auerspergové (č. 16). |
| 18.                                                |                                                    | Julius St. Julien                                  | ?                                                                           |                                                                                 |                                                                                           | 27. 4. 1810                                        | |
| 18.                                                | 23. 4. 1810                                        | Julius St. Julien                                  |                                                                             |                                                                                 |                                                                                           | 27. 4. 1810                                        | |
| 19.                                                |                                                    | Marie z Kettelhodtu                                | 1813                                                                        |                                                                                 |                                                                                           | 29. 9. 1817                                        | |
| 19.                                                | 27. 9. 1817                                        | Marie z Kettelhodtu                                |                                                                             |                                                                                 |                                                                                           | 29. 9. 1817                                        | |
| 20.                                                | 7.                                                 | Vilém z Clam-Gallasu                               | 26. 6. 1802                                                                 | Kristián Kryštof z Clam-Gallasu (č. 25)                                         |                                                                                           | 12. 8. 1822                                        | Nejvyšší maršálek Českého království (1831–1838), bratr Eduarda z Clam-Gallasu (č. 27), podlehl nervové horečce. |
| 20.                                                | 7.                                                 | Vilém z Clam-Gallasu                               | 8. 8. 1822                                                                  | Josefína Karolína z Clary-Aldringenu (č. 21)                                    |                                                                                           | 12. 8. 1822                                        | Nejvyšší maršálek Českého království (1831–1838), bratr Eduarda z Clam-Gallasu (č. 27), podlehl nervové horečce. |
| 21.                                                |                                                    | Josefína Karolína z Clary-Aldringenu               | 9. 7. 1777                                                                  | Filip z Clary-Aldringenu 1742 – 13. 7. 1795                                     | 28. 11. 1797: Kristián Kryštof z Clam-Gallasu (č. 25)                                     | 15. 12. 1828                                       | Sestra Vilemíny z Clary-Aldringenu (č. 24). |
| 21.                                                | 12. 12. 1828 Liberec                               | Josefína Karolína z Clary-Aldringenu               | Barbora Schaffgotschová * 27. 3. 1750                                       |                                                                                 | 28. 11. 1797: Kristián Kryštof z Clam-Gallasu (č. 25)                                     | 15. 12. 1828                                       | Sestra Vilemíny z Clary-Aldringenu (č. 24). |
| 22.                                                | 6.                                                 | Fridrich Kryštof z Clam-Gallasu                    | 25. 10. 1775                                                                | Kristián Filip z Clam-Gallasu (č. 15)                                           |                                                                                           | 7. 11. 1832                                        | Bratr Kristiána Kryštofa z Clam-Gallasu (č. 25). |
| 22.                                                | 6.                                                 | Fridrich Kryštof z Clam-Gallasu                    | 3. 11. 1832                                                                 | Karolína Josefína Sporcková (č. 14)                                             |                                                                                           | 7. 11. 1832                                        | Bratr Kristiána Kryštofa z Clam-Gallasu (č. 25). |
| 23.                                                | 7.                                                 | Adelheid z Clam-Gallasu                            | 14. 3. 1805                                                                 | Kristián Kryštof z Clam-Gallasu (č. 25)                                         | 19. 9. 1823: Antonín Bedřich Mitrovský z Mitrovic (z Nemyšle) 1801–1865                   | 11. 2. 1836                                        | Dvojče Eduarda z Clam-Gallasu (č. 27). |
| 23.                                                | 7.                                                 | Adelheid z Clam-Gallasu                            | 7. 2. 1836                                                                  | Josefína Karolína z Clary-Aldringenu (č. 21)                                    | 19. 9. 1823: Antonín Bedřich Mitrovský z Mitrovic (z Nemyšle) 1801–1865                   | 11. 2. 1836                                        | Dvojče Eduarda z Clam-Gallasu (č. 27). |
| 24.                                                |                                                    | Vilemína z Clary-Aldringenu                        | 12. 1. 1776                                                                 | Filip z Clary-Aldringenu 1742 – 13. 7. 1795                                     | Jan Petr Szapáry 1757 – 2. 3. 1815                                                        | 9. 8. 1838                                         | Sestra Josefíny Karolíny z Clary-Aldringenu (č. 21). |
| 24.                                                | 2. 8. 1838                                         | Vilemína z Clary-Aldringenu                        | Barbora Schaffgotschová * 27. 3. 1750                                       |                                                                                 | Jan Petr Szapáry 1757 – 2. 3. 1815                                                        | 9. 8. 1838                                         | Sestra Josefíny Karolíny z Clary-Aldringenu (č. 21). |
| 25.                                                | 6.                                                 | Kristián Kryštof z Clam-Gallasu                    | 1. 9. 1771 Praha                                                            | Kristián Filip z Clam-Gallasu (č. 15)                                           | 28. 11. 1797: Josefína Karolína z Clary-Aldringenu (č. 21)                                | 28. 8. 1838                                        | Nejvyšší maršálek Českého království (1831–1838), bratr Fridricha Kryštofa z Clam-Gallasu (č. 22). |
| 25.                                                | 6.                                                 | Kristián Kryštof z Clam-Gallasu                    | 21. 8. 1838 Praha                                                           | Karolína Josefína Sporcková (č. 14)                                             | 28. 11. 1797: Josefína Karolína z Clary-Aldringenu (č. 21)                                | 28. 8. 1838                                        | Nejvyšší maršálek Českého království (1831–1838), bratr Fridricha Kryštofa z Clam-Gallasu (č. 22). |
| 26.                                                | 8.                                                 | Josefína Františka Gabriela z Clam-Gallasu         | 9. 6. 1853                                                                  | Eduard z Clam-Gallasu (č. 27)                                                   |                                                                                           | 12. 6. 1853                                        | |
| 26.                                                | 8.                                                 | Josefína Františka Gabriela z Clam-Gallasu         | 9. 6. 1853                                                                  | Klotylda z Dietrichsteinu (č. 28)                                               |                                                                                           | 12. 6. 1853                                        | |
| 27.                                                | 7.                                                 | Eduard z Clam-Gallasu                              | 14. 3. 1805 Praha                                                           | Kristián Kryštof z Clam-Gallasu (č. 25)                                         | 28. 4. 1850 Vídeň: Klotylda z Dietrichsteinu (č. 28)                                      | 24. 3. 1891                                        | Dvojče Adelheid z Clam-Gallasu (č. 23). |
| 27.                                                | 7.                                                 | Eduard z Clam-Gallasu                              | 17. 3. 1891 Vídeň                                                           | Josefína Karolína z Clary-Aldringenu (č. 21)                                    | 28. 4. 1850 Vídeň: Klotylda z Dietrichsteinu (č. 28)                                      | 24. 3. 1891                                        | Dvojče Adelheid z Clam-Gallasu (č. 23). |
| 28.                                                |                                                    | Klotylda z Dietrichsteinu                          | 26. 6. 1828 Smíchov, dnes Praha-Smíchov                                     | Josef z Ditrichsteinu 28. 3. 1798 Petrohrad – 10. 7. 1858 Frýdlant              | 28. 4. 1850 Vídeň: Eduard z Clam-Gallasu (č. 27)                                          | 6. 11. 1899                                        | |
| 28.                                                | 31. 10. 1899 Pohled                                | Klotylda z Dietrichsteinu                          | Gabriela Wratislavová z Mitrowicz 2. 11. 1804 Praha – 22. 9. 1880 Vídeň     |                                                                                 | 28. 4. 1850 Vídeň: Eduard z Clam-Gallasu (č. 27)                                          | 6. 11. 1899                                        | |
| 29.                                                | 8.                                                 | František z Clam-Gallasu                           | 26. 7. 1854 Liberec                                                         | Eduard z Clam-Gallasu (č. 27)                                                   | 20. 4. 1882 Vídeň: Marie z Hoyos-Sprinzensteinu (č. 31)                                   | 23. 1. 1930                                        | Poslední mužský příslušník rodu Clam-Gallasů. |
| 29.                                                | 8.                                                 | František z Clam-Gallasu                           | 20. 1. 1930 Frýdlant                                                        | Klotylda z Dietrichsteinu (č. 28)                                               | 20. 4. 1882 Vídeň: Marie z Hoyos-Sprinzensteinu (č. 31)                                   | 23. 1. 1930                                        | Poslední mužský příslušník rodu Clam-Gallasů. |
| 30.                                                |                                                    | Kristiána Auerspergová                             | 27. 6. 1933 Hejnice                                                         | Eduard z Auerspergu 7. 4. 1893 Nußdorf am Haunsberg – 3. 4. 1948 Stainz         |                                                                                           | 19. 11. 1936                                       | Vnučka Františka z Clam-Gallasu (č. 29). |
| 30.                                                | 16. 11. 1936 Hejnice                               | Kristiána Auerspergová                             | Sofie z Clam-Gallasu 9. 6. 1900 Horn – 28. 6. 1980 Rekawinkel bei Pressbaum |                                                                                 |                                                                                           | 19. 11. 1936                                       | Vnučka Františka z Clam-Gallasu (č. 29). |
| 31.                                                |                                                    | Marie z Hoyos-Sprinzensteinu                       | 12. 8. 1858 Horn                                                            | Arnošt Karel z Hoyos-Sprinzensteinu 18. 6. 1830 Vídeň – 21. 8. 1903 Stixenstein | 20. 4. 1882 Vídeň: František z Clam-Gallasu (č. 29)                                       | 10. 1. 1938                                        | Porodila sedm dcer: - 1. Christiane (1886–1947) - 2. Eleonore, provd. Schwarzenbergová a poté Kinská (1887–1967; pohřbena na Ústředním hřbitově ve Vídni) - 3. Eduardine (1889–1970) - 4. Gabrielle (1890–1979) - 5. Marie (1893–1959) - 6. Clothilde (1898–1975) - 7. Sophie (1900–1980). |
| 31.                                                | 5. 1. 1938 Vídeň                                   | Marie z Hoyos-Sprinzensteinu                       | Eleonora Ida Marie Paarová 1. 8. 1835 Bechyně – 16. 3. 1913 Vídeň           |                                                                                 | 20. 4. 1882 Vídeň: František z Clam-Gallasu (č. 29)                                       | 10. 1. 1938                                        | Porodila sedm dcer: - 1. Christiane (1886–1947) - 2. Eleonore, provd. Schwarzenbergová a poté Kinská (1887–1967; pohřbena na Ústředním hřbitově ve Vídni) - 3. Eduardine (1889–1970) - 4. Gabrielle (1890–1979) - 5. Marie (1893–1959) - 6. Clothilde (1898–1975) - 7. Sophie (1900–1980). |

### Příbuzenské vztahy pohřbených
Následující schéma znázorňuje příbuzenské vztahy. Červeně orámovaní byli pohřbeni v hrobce, arabské číslice odpovídají pořadí úmrtí podle předchozí tabulky. Vzhledem k účelu schématu se nejedná o kompletní rodokmen. Clam-Gallasové vymřeli po meči v roce 1930, po přeslici v roce 1980. V rodokmenu není umístěna osoba č. 2, 18 a 19.
|                                             |                                             |                                                          |                                                          | Matyáš Gallas 1588–1647                                  | Matyáš Gallas 1588–1647                                  | Matyáš Gallas 1588–1647                                  | Matyáš Gallas 1588–1647                                  | Matyáš Gallas 1588–1647           | Matyáš Gallas 1588–1647           |                                            |                                            |                                                 |                                                 |                                                 |                                                 | Dorothea Anna z Lodronu † 1666                  | Dorothea Anna z Lodronu † 1666                  | Dorothea Anna z Lodronu † 1666     | Dorothea Anna z Lodronu † 1666     | Dorothea Anna z Lodronu † 1666     | Dorothea Anna z Lodronu † 1666     |                                                   |                                                   | Ferdinand Jan z Liechtensteinu 1622–1666          | Ferdinand Jan z Liechtensteinu 1622–1666          | Ferdinand Jan z Liechtensteinu 1622–1666          | Ferdinand Jan z Liechtensteinu 1622–1666          | Ferdinand Jan z Liechtensteinu 1622–1666  | Ferdinand Jan z Liechtensteinu 1622–1666  |                                               |                                               |                                               |                                               |                                               |                                               |                                          |                                          |                                    |                                    |                                            |                                            |                                                    |                                                    |                                                    |                                                    |                                                    |                                                    |                                           |                                           |                                           |                                           |                                           |                                           |                                           |                                           |                                                            |                                                            |                                                            |                                                            |                                                            |                                                            |                            |                            |                      |                      |
|                                             |                                             |                                                          |                                                          | Matyáš Gallas 1588–1647                                  | Matyáš Gallas 1588–1647                                  | Matyáš Gallas 1588–1647                                  | Matyáš Gallas 1588–1647                                  | Matyáš Gallas 1588–1647           | Matyáš Gallas 1588–1647           |                                            |                                            |                                                 |                                                 |                                                 |                                                 | Dorothea Anna z Lodronu † 1666                  | Dorothea Anna z Lodronu † 1666                  | Dorothea Anna z Lodronu † 1666     | Dorothea Anna z Lodronu † 1666     | Dorothea Anna z Lodronu † 1666     | Dorothea Anna z Lodronu † 1666     |                                                   |                                                   | Ferdinand Jan z Liechtensteinu 1622–1666          | Ferdinand Jan z Liechtensteinu 1622–1666          | Ferdinand Jan z Liechtensteinu 1622–1666          | Ferdinand Jan z Liechtensteinu 1622–1666          | Ferdinand Jan z Liechtensteinu 1622–1666  | Ferdinand Jan z Liechtensteinu 1622–1666  |                                               |                                               |                                               |                                               |                                               |                                               |                                          |                                          |                                    |                                    |                                            |                                            |                                                    |                                                    |                                                    |                                                    |                                                    |                                                    |                                           |                                           |                                           |                                           |                                           |                                           |                                           |                                           |                                                            |                                                            |                                                            |                                                            |                                                            |                                                            |                            |                            |                      |                      |
|                                             |                                             |                                                          |                                                          |                                                          |                                                          |                                                          |                                                          |                                   |                                   |                                            |                                            |                                                 |                                                 |                                                 |                                                 |                                                 |                                                 |                                    |                                    |                                    |                                    |                                                   |                                                   |                                                   |                                                   |                                                   |                                                   |                                           |                                           |                                               |                                               |                                               |                                               |                                               |                                               |                                          |                                          |                                    |                                    |                                            |                                            |                                                    |                                                    |                                                    |                                                    |                                                    |                                                    |                                           |                                           |                                           |                                           |                                           |                                           |                                           |                                           |                                                            |                                                            |                                                            |                                                            |                                                            |                                                            |                            |                            |                      |                      |
|                                             |                                             |                                                          |                                                          |                                                          |                                                          |                                                          |                                                          |                                   |                                   |                                            |                                            |                                                 |                                                 |                                                 |                                                 |                                                 |                                                 |                                    |                                    |                                    |                                    |                                                   |                                                   |                                                   |                                                   |                                                   |                                                   |                                           |                                           |                                               |                                               |                                               |                                               |                                               |                                               |                                          |                                          |                                    |                                    |                                            |                                            |                                                    |                                                    |                                                    |                                                    |                                                    |                                                    |                                           |                                           |                                           |                                           |                                           |                                           |                                           |                                           |                                                            |                                                            |                                                            |                                                            |                                                            |                                                            |                            |                            |                      |                      |
|                                             |                                             | Kateřina Barbora z Martinic † 1667                       | Kateřina Barbora z Martinic † 1667                       | Kateřina Barbora z Martinic † 1667                       | Kateřina Barbora z Martinic † 1667                       | Kateřina Barbora z Martinic † 1667                       | Kateřina Barbora z Martinic † 1667                       |                                   |                                   | 1. František Ferdinand z Gallasu 1635–1697 | 1. František Ferdinand z Gallasu 1635–1697 | 1. František Ferdinand z Gallasu 1635–1697      | 1. František Ferdinand z Gallasu 1635–1697      | 1. František Ferdinand z Gallasu 1635–1697      | 1. František Ferdinand z Gallasu 1635–1697      |                                                 |                                                 |                                    |                                    |                                    |                                    | 7. Johana Emerenciana z Gaschin-Rosenbergu † 1735 | 7. Johana Emerenciana z Gaschin-Rosenbergu † 1735 | 7. Johana Emerenciana z Gaschin-Rosenbergu † 1735 | 7. Johana Emerenciana z Gaschin-Rosenbergu † 1735 | 7. Johana Emerenciana z Gaschin-Rosenbergu † 1735 | 7. Johana Emerenciana z Gaschin-Rosenbergu † 1735 |                                           |                                           |                                               |                                               |                                               |                                               |                                               |                                               |                                          |                                          |                                    |                                    |                                            |                                            |                                                    |                                                    |                                                    |                                                    |                                                    |                                                    |                                           |                                           |                                           |                                           | Antonín Pankrác z Gallasu 1638–1695       | Antonín Pankrác z Gallasu 1638–1695       | Antonín Pankrác z Gallasu 1638–1695       | Antonín Pankrác z Gallasu 1638–1695       | Antonín Pankrác z Gallasu 1638–1695                        | Antonín Pankrác z Gallasu 1638–1695                        |                                                            |                                                            | Anna Viktorie z Arco                                       | Anna Viktorie z Arco                                       | Anna Viktorie z Arco       | Anna Viktorie z Arco       | Anna Viktorie z Arco | Anna Viktorie z Arco |
|                                             |                                             | Kateřina Barbora z Martinic † 1667                       | Kateřina Barbora z Martinic † 1667                       | Kateřina Barbora z Martinic † 1667                       | Kateřina Barbora z Martinic † 1667                       | Kateřina Barbora z Martinic † 1667                       | Kateřina Barbora z Martinic † 1667                       |                                   |                                   | 1. František Ferdinand z Gallasu 1635–1697 | 1. František Ferdinand z Gallasu 1635–1697 | 1. František Ferdinand z Gallasu 1635–1697      | 1. František Ferdinand z Gallasu 1635–1697      | 1. František Ferdinand z Gallasu 1635–1697      | 1. František Ferdinand z Gallasu 1635–1697      |                                                 |                                                 |                                    |                                    |                                    |                                    | 7. Johana Emerenciana z Gaschin-Rosenbergu † 1735 | 7. Johana Emerenciana z Gaschin-Rosenbergu † 1735 | 7. Johana Emerenciana z Gaschin-Rosenbergu † 1735 | 7. Johana Emerenciana z Gaschin-Rosenbergu † 1735 | 7. Johana Emerenciana z Gaschin-Rosenbergu † 1735 | 7. Johana Emerenciana z Gaschin-Rosenbergu † 1735 |                                           |                                           |                                               |                                               |                                               |                                               |                                               |                                               |                                          |                                          |                                    |                                    |                                            |                                            |                                                    |                                                    |                                                    |                                                    |                                                    |                                                    |                                           |                                           |                                           |                                           | Antonín Pankrác z Gallasu 1638–1695       | Antonín Pankrác z Gallasu 1638–1695       | Antonín Pankrác z Gallasu 1638–1695       | Antonín Pankrác z Gallasu 1638–1695       | Antonín Pankrác z Gallasu 1638–1695                        | Antonín Pankrác z Gallasu 1638–1695                        |                                                            |                                                            | Anna Viktorie z Arco                                       | Anna Viktorie z Arco                                       | Anna Viktorie z Arco       | Anna Viktorie z Arco       | Anna Viktorie z Arco | Anna Viktorie z Arco |
|                                             |                                             |                                                          |                                                          |                                                          |                                                          |                                                          |                                                          |                                   |                                   |                                            |                                            |                                                 |                                                 |                                                 |                                                 |                                                 |                                                 |                                    |                                    |                                    |                                    |                                                   |                                                   |                                                   |                                                   |                                                   |                                                   |                                           |                                           |                                               |                                               |                                               |                                               |                                               |                                               |                                          |                                          |                                    |                                    |                                            |                                            |                                                    |                                                    |                                                    |                                                    |                                                    |                                                    |                                           |                                           |                                           |                                           |                                           |                                           |                                           |                                           |                                                            |                                                            |                                                            |                                                            |                                                            |                                                            |                            |                            |                      |                      |
|                                             |                                             |                                                          |                                                          |                                                          |                                                          |                                                          |                                                          |                                   |                                   |                                            |                                            |                                                 |                                                 |                                                 |                                                 |                                                 |                                                 |                                    |                                    |                                    |                                    |                                                   |                                                   |                                                   |                                                   |                                                   |                                                   |                                           |                                           |                                               |                                               |                                               |                                               |                                               |                                               |                                          |                                          |                                    |                                    |                                            |                                            |                                                    |                                                    |                                                    |                                                    |                                                    |                                                    |                                           |                                           |                                           |                                           |                                           |                                           |                                           |                                           |                                                            |                                                            |                                                            |                                                            |                                                            |                                                            |                            |                            |                      |                      |
|                                             |                                             | 3. Rudolf z Gallasu 1678–1699                            | 3. Rudolf z Gallasu 1678–1699                            | 3. Rudolf z Gallasu 1678–1699                            | 3. Rudolf z Gallasu 1678–1699                            | 3. Rudolf z Gallasu 1678–1699                            | 3. Rudolf z Gallasu 1678–1699                            |                                   |                                   | 5. Johana Beatrix z Gallasu † 1716         | 5. Johana Beatrix z Gallasu † 1716         | 5. Johana Beatrix z Gallasu † 1716              | 5. Johana Beatrix z Gallasu † 1716              | 5. Johana Beatrix z Gallasu † 1716              | 5. Johana Beatrix z Gallasu † 1716              |                                                 |                                                 |                                    |                                    |                                    |                                    | Karel Linhart Colonna z Felsu 1674–1716           | Karel Linhart Colonna z Felsu 1674–1716           | Karel Linhart Colonna z Felsu 1674–1716           | Karel Linhart Colonna z Felsu 1674–1716           | Karel Linhart Colonna z Felsu 1674–1716           | Karel Linhart Colonna z Felsu 1674–1716           |                                           |                                           |                                               |                                               | 4. Marie Anna z Dietrichsteinu 1681–1704      | 4. Marie Anna z Dietrichsteinu 1681–1704      | 4. Marie Anna z Dietrichsteinu 1681–1704      | 4. Marie Anna z Dietrichsteinu 1681–1704      | 4. Marie Anna z Dietrichsteinu 1681–1704 | 4. Marie Anna z Dietrichsteinu 1681–1704 |                                    |                                    | 6. Jan Václav z Gallasu 1671–1719          | 6. Jan Václav z Gallasu 1671–1719          | 6. Jan Václav z Gallasu 1671–1719                  | 6. Jan Václav z Gallasu 1671–1719                  | 6. Jan Václav z Gallasu 1671–1719                  | 6. Jan Václav z Gallasu 1671–1719                  |                                                    |                                                    | Marie Arnoštka z Dietrichsteinu 1688–1745 | Marie Arnoštka z Dietrichsteinu 1688–1745 | Marie Arnoštka z Dietrichsteinu 1688–1745 | Marie Arnoštka z Dietrichsteinu 1688–1745 | Marie Arnoštka z Dietrichsteinu 1688–1745 | Marie Arnoštka z Dietrichsteinu 1688–1745 |                                           |                                           | Filip František z Gallasu 1665–1734                        | Filip František z Gallasu 1665–1734                        | Filip František z Gallasu 1665–1734                        | Filip František z Gallasu 1665–1734                        | Filip František z Gallasu 1665–1734                        | Filip František z Gallasu 1665–1734                        |                            |                            |                      |                      |
|                                             |                                             | 3. Rudolf z Gallasu 1678–1699                            | 3. Rudolf z Gallasu 1678–1699                            | 3. Rudolf z Gallasu 1678–1699                            | 3. Rudolf z Gallasu 1678–1699                            | 3. Rudolf z Gallasu 1678–1699                            | 3. Rudolf z Gallasu 1678–1699                            |                                   |                                   | 5. Johana Beatrix z Gallasu † 1716         | 5. Johana Beatrix z Gallasu † 1716         | 5. Johana Beatrix z Gallasu † 1716              | 5. Johana Beatrix z Gallasu † 1716              | 5. Johana Beatrix z Gallasu † 1716              | 5. Johana Beatrix z Gallasu † 1716              |                                                 |                                                 |                                    |                                    |                                    |                                    | Karel Linhart Colonna z Felsu 1674–1716           | Karel Linhart Colonna z Felsu 1674–1716           | Karel Linhart Colonna z Felsu 1674–1716           | Karel Linhart Colonna z Felsu 1674–1716           | Karel Linhart Colonna z Felsu 1674–1716           | Karel Linhart Colonna z Felsu 1674–1716           |                                           |                                           |                                               |                                               | 4. Marie Anna z Dietrichsteinu 1681–1704      | 4. Marie Anna z Dietrichsteinu 1681–1704      | 4. Marie Anna z Dietrichsteinu 1681–1704      | 4. Marie Anna z Dietrichsteinu 1681–1704      | 4. Marie Anna z Dietrichsteinu 1681–1704 | 4. Marie Anna z Dietrichsteinu 1681–1704 |                                    |                                    | 6. Jan Václav z Gallasu 1671–1719          | 6. Jan Václav z Gallasu 1671–1719          | 6. Jan Václav z Gallasu 1671–1719                  | 6. Jan Václav z Gallasu 1671–1719                  | 6. Jan Václav z Gallasu 1671–1719                  | 6. Jan Václav z Gallasu 1671–1719                  |                                                    |                                                    | Marie Arnoštka z Dietrichsteinu 1688–1745 | Marie Arnoštka z Dietrichsteinu 1688–1745 | Marie Arnoštka z Dietrichsteinu 1688–1745 | Marie Arnoštka z Dietrichsteinu 1688–1745 | Marie Arnoštka z Dietrichsteinu 1688–1745 | Marie Arnoštka z Dietrichsteinu 1688–1745 |                                           |                                           | Filip František z Gallasu 1665–1734                        | Filip František z Gallasu 1665–1734                        | Filip František z Gallasu 1665–1734                        | Filip František z Gallasu 1665–1734                        | Filip František z Gallasu 1665–1734                        | Filip František z Gallasu 1665–1734                        |                            |                            |                      |                      |
|                                             |                                             |                                                          |                                                          |                                                          |                                                          |                                                          |                                                          |                                   |                                   |                                            |                                            |                                                 |                                                 |                                                 |                                                 |                                                 |                                                 |                                    |                                    |                                    |                                    |                                                   |                                                   |                                                   |                                                   |                                                   |                                                   |                                           |                                           |                                               |                                               |                                               |                                               |                                               |                                               |                                          |                                          |                                    |                                    |                                            |                                            |                                                    |                                                    |                                                    |                                                    |                                                    |                                                    |                                           |                                           |                                           |                                           |                                           |                                           |                                           |                                           |                                                            |                                                            |                                                            |                                                            |                                                            |                                                            |                            |                            |                      |                      |
|                                             |                                             |                                                          |                                                          |                                                          |                                                          |                                                          |                                                          |                                   |                                   |                                            |                                            |                                                 |                                                 |                                                 |                                                 |                                                 |                                                 |                                    |                                    |                                    |                                    |                                                   |                                                   |                                                   |                                                   |                                                   |                                                   |                                           |                                           |                                               |                                               |                                               |                                               |                                               |                                               |                                          |                                          |                                    |                                    |                                            |                                            |                                                    |                                                    |                                                    |                                                    |                                                    |                                                    |                                           |                                           |                                           |                                           |                                           |                                           |                                           |                                           |                                                            |                                                            |                                                            |                                                            |                                                            |                                                            |                            |                            |                      |                      |
| 10. Jan Kryštof z Clamu 1702–1778           | 10. Jan Kryštof z Clamu 1702–1778           | 10. Jan Kryštof z Clamu 1702–1778                        | 10. Jan Kryštof z Clamu 1702–1778                        | 10. Jan Kryštof z Clamu 1702–1778                        | 10. Jan Kryštof z Clamu 1702–1778                        |                                                          |                                                          |                                   |                                   |                                            |                                            | 11. Markéta Aloisie Colonnová z Felsu 1714–1782 | 11. Markéta Aloisie Colonnová z Felsu 1714–1782 | 11. Markéta Aloisie Colonnová z Felsu 1714–1782 | 11. Markéta Aloisie Colonnová z Felsu 1714–1782 | 11. Markéta Aloisie Colonnová z Felsu 1714–1782 | 11. Markéta Aloisie Colonnová z Felsu 1714–1782 |                                    |                                    |                                    |                                    |                                                   |                                                   |                                                   |                                                   |                                                   |                                                   | 9. Marie Anna Colonnová z Felsu 1702–1759 | 9. Marie Anna Colonnová z Felsu 1702–1759 | 9. Marie Anna Colonnová z Felsu 1702–1759     | 9. Marie Anna Colonnová z Felsu 1702–1759     | 9. Marie Anna Colonnová z Felsu 1702–1759     | 9. Marie Anna Colonnová z Felsu 1702–1759     |                                               |                                               | 8. Filip Josef z Gallasu 1703–1757       | 8. Filip Josef z Gallasu 1703–1757       | 8. Filip Josef z Gallasu 1703–1757 | 8. Filip Josef z Gallasu 1703–1757 | 8. Filip Josef z Gallasu 1703–1757         | 8. Filip Josef z Gallasu 1703–1757         |                                                    |                                                    |                                                    |                                                    |                                                    |                                                    |                                           |                                           |                                           |                                           |                                           |                                           |                                           |                                           |                                                            |                                                            |                                                            |                                                            |                                                            |                                                            |                            |                            |                      |                      |
| 10. Jan Kryštof z Clamu 1702–1778           | 10. Jan Kryštof z Clamu 1702–1778           | 10. Jan Kryštof z Clamu 1702–1778                        | 10. Jan Kryštof z Clamu 1702–1778                        | 10. Jan Kryštof z Clamu 1702–1778                        | 10. Jan Kryštof z Clamu 1702–1778                        |                                                          |                                                          |                                   |                                   |                                            |                                            | 11. Markéta Aloisie Colonnová z Felsu 1714–1782 | 11. Markéta Aloisie Colonnová z Felsu 1714–1782 | 11. Markéta Aloisie Colonnová z Felsu 1714–1782 | 11. Markéta Aloisie Colonnová z Felsu 1714–1782 | 11. Markéta Aloisie Colonnová z Felsu 1714–1782 | 11. Markéta Aloisie Colonnová z Felsu 1714–1782 |                                    |                                    |                                    |                                    |                                                   |                                                   |                                                   |                                                   |                                                   |                                                   | 9. Marie Anna Colonnová z Felsu 1702–1759 | 9. Marie Anna Colonnová z Felsu 1702–1759 | 9. Marie Anna Colonnová z Felsu 1702–1759     | 9. Marie Anna Colonnová z Felsu 1702–1759     | 9. Marie Anna Colonnová z Felsu 1702–1759     | 9. Marie Anna Colonnová z Felsu 1702–1759     |                                               |                                               | 8. Filip Josef z Gallasu 1703–1757       | 8. Filip Josef z Gallasu 1703–1757       | 8. Filip Josef z Gallasu 1703–1757 | 8. Filip Josef z Gallasu 1703–1757 | 8. Filip Josef z Gallasu 1703–1757         | 8. Filip Josef z Gallasu 1703–1757         |                                                    |                                                    |                                                    |                                                    |                                                    |                                                    |                                           |                                           |                                           |                                           |                                           |                                           |                                           |                                           |                                                            |                                                            |                                                            |                                                            |                                                            |                                                            |                            |                            |                      |                      |
|                                             |                                             |                                                          |                                                          |                                                          |                                                          |                                                          |                                                          |                                   |                                   |                                            |                                            |                                                 |                                                 |                                                 |                                                 |                                                 |                                                 |                                    |                                    |                                    |                                    |                                                   |                                                   |                                                   |                                                   |                                                   |                                                   |                                           |                                           |                                               |                                               |                                               |                                               |                                               |                                               |                                          |                                          |                                    |                                    |                                            |                                            |                                                    |                                                    |                                                    |                                                    |                                                    |                                                    |                                           |                                           |                                           |                                           |                                           |                                           |                                           |                                           |                                                            |                                                            |                                                            |                                                            |                                                            |                                                            |                            |                            |                      |                      |
|                                             |                                             |                                                          |                                                          |                                                          |                                                          |                                                          |                                                          |                                   |                                   |                                            |                                            |                                                 |                                                 |                                                 |                                                 |                                                 |                                                 |                                    |                                    |                                    |                                    |                                                   |                                                   |                                                   |                                                   |                                                   |                                                   |                                           |                                           |                                               |                                               |                                               |                                               |                                               |                                               |                                          |                                          |                                    |                                    |                                            |                                            |                                                    |                                                    |                                                    |                                                    |                                                    |                                                    |                                           |                                           |                                           |                                           |                                           |                                           |                                           |                                           |                                                            |                                                            |                                                            |                                                            |                                                            |                                                            |                            |                            |                      |                      |
| 15. Kristián Filip z Clam-Gallasu 1748–1805 | 15. Kristián Filip z Clam-Gallasu 1748–1805 | 15. Kristián Filip z Clam-Gallasu 1748–1805              | 15. Kristián Filip z Clam-Gallasu 1748–1805              | 15. Kristián Filip z Clam-Gallasu 1748–1805              | 15. Kristián Filip z Clam-Gallasu 1748–1805              |                                                          |                                                          |                                   |                                   |                                            |                                            | 14. Karolína Josefína Sporcková 1752–1799       | 14. Karolína Josefína Sporcková 1752–1799       | 14. Karolína Josefína Sporcková 1752–1799       | 14. Karolína Josefína Sporcková 1752–1799       | 14. Karolína Josefína Sporcková 1752–1799       | 14. Karolína Josefína Sporcková 1752–1799       |                                    |                                    |                                    |                                    | 13. Karel Leopold z Clamu 1755–1784               | 13. Karel Leopold z Clamu 1755–1784               | 13. Karel Leopold z Clamu 1755–1784               | 13. Karel Leopold z Clamu 1755–1784               | 13. Karel Leopold z Clamu 1755–1784               | 13. Karel Leopold z Clamu 1755–1784               |                                           |                                           | 12. Antonie Skrbenská z Hříště 1757–1783      | 12. Antonie Skrbenská z Hříště 1757–1783      | 12. Antonie Skrbenská z Hříště 1757–1783      | 12. Antonie Skrbenská z Hříště 1757–1783      | 12. Antonie Skrbenská z Hříště 1757–1783      | 12. Antonie Skrbenská z Hříště 1757–1783      |                                          |                                          |                                    |                                    | Filip z Clary-Aldringenu 1742–1795         | Filip z Clary-Aldringenu 1742–1795         | Filip z Clary-Aldringenu 1742–1795                 | Filip z Clary-Aldringenu 1742–1795                 | Filip z Clary-Aldringenu 1742–1795                 | Filip z Clary-Aldringenu 1742–1795                 |                                                    |                                                    |                                           |                                           |                                           |                                           | Barbora Schaffgotschová * 1750            | Barbora Schaffgotschová * 1750            | Barbora Schaffgotschová * 1750            | Barbora Schaffgotschová * 1750            | Barbora Schaffgotschová * 1750                             | Barbora Schaffgotschová * 1750                             |                                                            |                                                            |                                                            |                                                            |                            |                            |                      |                      |
| 15. Kristián Filip z Clam-Gallasu 1748–1805 | 15. Kristián Filip z Clam-Gallasu 1748–1805 | 15. Kristián Filip z Clam-Gallasu 1748–1805              | 15. Kristián Filip z Clam-Gallasu 1748–1805              | 15. Kristián Filip z Clam-Gallasu 1748–1805              | 15. Kristián Filip z Clam-Gallasu 1748–1805              |                                                          |                                                          |                                   |                                   |                                            |                                            | 14. Karolína Josefína Sporcková 1752–1799       | 14. Karolína Josefína Sporcková 1752–1799       | 14. Karolína Josefína Sporcková 1752–1799       | 14. Karolína Josefína Sporcková 1752–1799       | 14. Karolína Josefína Sporcková 1752–1799       | 14. Karolína Josefína Sporcková 1752–1799       |                                    |                                    |                                    |                                    | 13. Karel Leopold z Clamu 1755–1784               | 13. Karel Leopold z Clamu 1755–1784               | 13. Karel Leopold z Clamu 1755–1784               | 13. Karel Leopold z Clamu 1755–1784               | 13. Karel Leopold z Clamu 1755–1784               | 13. Karel Leopold z Clamu 1755–1784               |                                           |                                           | 12. Antonie Skrbenská z Hříště 1757–1783      | 12. Antonie Skrbenská z Hříště 1757–1783      | 12. Antonie Skrbenská z Hříště 1757–1783      | 12. Antonie Skrbenská z Hříště 1757–1783      | 12. Antonie Skrbenská z Hříště 1757–1783      | 12. Antonie Skrbenská z Hříště 1757–1783      |                                          |                                          |                                    |                                    | Filip z Clary-Aldringenu 1742–1795         | Filip z Clary-Aldringenu 1742–1795         | Filip z Clary-Aldringenu 1742–1795                 | Filip z Clary-Aldringenu 1742–1795                 | Filip z Clary-Aldringenu 1742–1795                 | Filip z Clary-Aldringenu 1742–1795                 |                                                    |                                                    |                                           |                                           |                                           |                                           | Barbora Schaffgotschová * 1750            | Barbora Schaffgotschová * 1750            | Barbora Schaffgotschová * 1750            | Barbora Schaffgotschová * 1750            | Barbora Schaffgotschová * 1750                             | Barbora Schaffgotschová * 1750                             |                                                            |                                                            |                                                            |                                                            |                            |                            |                      |                      |
|                                             |                                             |                                                          |                                                          |                                                          |                                                          |                                                          |                                                          |                                   |                                   |                                            |                                            |                                                 |                                                 |                                                 |                                                 |                                                 |                                                 |                                    |                                    |                                    |                                    |                                                   |                                                   |                                                   |                                                   |                                                   |                                                   |                                           |                                           |                                               |                                               |                                               |                                               |                                               |                                               |                                          |                                          |                                    |                                    |                                            |                                            |                                                    |                                                    |                                                    |                                                    |                                                    |                                                    |                                           |                                           |                                           |                                           |                                           |                                           |                                           |                                           |                                                            |                                                            |                                                            |                                                            |                                                            |                                                            |                            |                            |                      |                      |
|                                             |                                             |                                                          |                                                          |                                                          |                                                          |                                                          |                                                          |                                   |                                   |                                            |                                            |                                                 |                                                 |                                                 |                                                 |                                                 |                                                 |                                    |                                    |                                    |                                    |                                                   |                                                   |                                                   |                                                   |                                                   |                                                   |                                           |                                           |                                               |                                               |                                               |                                               |                                               |                                               |                                          |                                          |                                    |                                    |                                            |                                            |                                                    |                                                    |                                                    |                                                    |                                                    |                                                    |                                           |                                           |                                           |                                           |                                           |                                           |                                           |                                           |                                                            |                                                            |                                                            |                                                            |                                                            |                                                            |                            |                            |                      |                      |
|                                             |                                             | Marie Aloisie z Clam-Gallasu 1774–1831                   | Marie Aloisie z Clam-Gallasu 1774–1831                   | Marie Aloisie z Clam-Gallasu 1774–1831                   | Marie Aloisie z Clam-Gallasu 1774–1831                   | Marie Aloisie z Clam-Gallasu 1774–1831                   | Marie Aloisie z Clam-Gallasu 1774–1831                   |                                   |                                   |                                            |                                            |                                                 |                                                 | Vincenc z Auerspergu 1763–1833                  | Vincenc z Auerspergu 1763–1833                  | Vincenc z Auerspergu 1763–1833                  | Vincenc z Auerspergu 1763–1833                  | Vincenc z Auerspergu 1763–1833     | Vincenc z Auerspergu 1763–1833     |                                    |                                    | 22. Fridrich Kryštof z Clam-Gallasu 1775–1832     | 22. Fridrich Kryštof z Clam-Gallasu 1775–1832     | 22. Fridrich Kryštof z Clam-Gallasu 1775–1832     | 22. Fridrich Kryštof z Clam-Gallasu 1775–1832     | 22. Fridrich Kryštof z Clam-Gallasu 1775–1832     | 22. Fridrich Kryštof z Clam-Gallasu 1775–1832     |                                           |                                           | 25. Kristián Kryštof z Clam-Gallasu 1771–1838 | 25. Kristián Kryštof z Clam-Gallasu 1771–1838 | 25. Kristián Kryštof z Clam-Gallasu 1771–1838 | 25. Kristián Kryštof z Clam-Gallasu 1771–1838 | 25. Kristián Kryštof z Clam-Gallasu 1771–1838 | 25. Kristián Kryštof z Clam-Gallasu 1771–1838 |                                          |                                          |                                    |                                    |                                            |                                            | 21. Josefína Karolína z Clary-Aldringenu 1777–1828 | 21. Josefína Karolína z Clary-Aldringenu 1777–1828 | 21. Josefína Karolína z Clary-Aldringenu 1777–1828 | 21. Josefína Karolína z Clary-Aldringenu 1777–1828 | 21. Josefína Karolína z Clary-Aldringenu 1777–1828 | 21. Josefína Karolína z Clary-Aldringenu 1777–1828 |                                           |                                           | 24. Vilemína z Clary-Aldringenu 1776–1838 | 24. Vilemína z Clary-Aldringenu 1776–1838 | 24. Vilemína z Clary-Aldringenu 1776–1838 | 24. Vilemína z Clary-Aldringenu 1776–1838 | 24. Vilemína z Clary-Aldringenu 1776–1838 | 24. Vilemína z Clary-Aldringenu 1776–1838 |                                                            |                                                            | Jan Petr Szapáry 1757–1815                                 | Jan Petr Szapáry 1757–1815                                 | Jan Petr Szapáry 1757–1815                                 | Jan Petr Szapáry 1757–1815                                 | Jan Petr Szapáry 1757–1815 | Jan Petr Szapáry 1757–1815 |                      |                      |
|                                             |                                             | Marie Aloisie z Clam-Gallasu 1774–1831                   | Marie Aloisie z Clam-Gallasu 1774–1831                   | Marie Aloisie z Clam-Gallasu 1774–1831                   | Marie Aloisie z Clam-Gallasu 1774–1831                   | Marie Aloisie z Clam-Gallasu 1774–1831                   | Marie Aloisie z Clam-Gallasu 1774–1831                   |                                   |                                   |                                            |                                            |                                                 |                                                 | Vincenc z Auerspergu 1763–1833                  | Vincenc z Auerspergu 1763–1833                  | Vincenc z Auerspergu 1763–1833                  | Vincenc z Auerspergu 1763–1833                  | Vincenc z Auerspergu 1763–1833     | Vincenc z Auerspergu 1763–1833     |                                    |                                    | 22. Fridrich Kryštof z Clam-Gallasu 1775–1832     | 22. Fridrich Kryštof z Clam-Gallasu 1775–1832     | 22. Fridrich Kryštof z Clam-Gallasu 1775–1832     | 22. Fridrich Kryštof z Clam-Gallasu 1775–1832     | 22. Fridrich Kryštof z Clam-Gallasu 1775–1832     | 22. Fridrich Kryštof z Clam-Gallasu 1775–1832     |                                           |                                           | 25. Kristián Kryštof z Clam-Gallasu 1771–1838 | 25. Kristián Kryštof z Clam-Gallasu 1771–1838 | 25. Kristián Kryštof z Clam-Gallasu 1771–1838 | 25. Kristián Kryštof z Clam-Gallasu 1771–1838 | 25. Kristián Kryštof z Clam-Gallasu 1771–1838 | 25. Kristián Kryštof z Clam-Gallasu 1771–1838 |                                          |                                          |                                    |                                    |                                            |                                            | 21. Josefína Karolína z Clary-Aldringenu 1777–1828 | 21. Josefína Karolína z Clary-Aldringenu 1777–1828 | 21. Josefína Karolína z Clary-Aldringenu 1777–1828 | 21. Josefína Karolína z Clary-Aldringenu 1777–1828 | 21. Josefína Karolína z Clary-Aldringenu 1777–1828 | 21. Josefína Karolína z Clary-Aldringenu 1777–1828 |                                           |                                           | 24. Vilemína z Clary-Aldringenu 1776–1838 | 24. Vilemína z Clary-Aldringenu 1776–1838 | 24. Vilemína z Clary-Aldringenu 1776–1838 | 24. Vilemína z Clary-Aldringenu 1776–1838 | 24. Vilemína z Clary-Aldringenu 1776–1838 | 24. Vilemína z Clary-Aldringenu 1776–1838 |                                                            |                                                            | Jan Petr Szapáry 1757–1815                                 | Jan Petr Szapáry 1757–1815                                 | Jan Petr Szapáry 1757–1815                                 | Jan Petr Szapáry 1757–1815                                 | Jan Petr Szapáry 1757–1815 | Jan Petr Szapáry 1757–1815 |                      |                      |
|                                             |                                             |                                                          |                                                          |                                                          |                                                          |                                                          |                                                          |                                   |                                   |                                            |                                            |                                                 |                                                 |                                                 |                                                 |                                                 |                                                 |                                    |                                    |                                    |                                    |                                                   |                                                   |                                                   |                                                   |                                                   |                                                   |                                           |                                           |                                               |                                               |                                               |                                               |                                               |                                               |                                          |                                          |                                    |                                    |                                            |                                            |                                                    |                                                    |                                                    |                                                    |                                                    |                                                    |                                           |                                           |                                           |                                           |                                           |                                           |                                           |                                           |                                                            |                                                            |                                                            |                                                            |                                                            |                                                            |                            |                            |                      |                      |
|                                             |                                             |                                                          |                                                          |                                                          |                                                          |                                                          |                                                          |                                   |                                   |                                            |                                            |                                                 |                                                 |                                                 |                                                 |                                                 |                                                 |                                    |                                    |                                    |                                    |                                                   |                                                   |                                                   |                                                   |                                                   |                                                   |                                           |                                           |                                               |                                               |                                               |                                               |                                               |                                               |                                          |                                          |                                    |                                    |                                            |                                            |                                                    |                                                    |                                                    |                                                    |                                                    |                                                    |                                           |                                           |                                           |                                           |                                           |                                           |                                           |                                           |                                                            |                                                            |                                                            |                                                            |                                                            |                                                            |                            |                            |                      |                      |
|                                             |                                             | 16. Matylda z Auerspergu 1806–1810                       | 16. Matylda z Auerspergu 1806–1810                       | 16. Matylda z Auerspergu 1806–1810                       | 16. Matylda z Auerspergu 1806–1810                       | 16. Matylda z Auerspergu 1806–1810                       | 16. Matylda z Auerspergu 1806–1810                       |                                   |                                   | 17. Aloisie z Auerspergu 1807–1810         | 17. Aloisie z Auerspergu 1807–1810         | 17. Aloisie z Auerspergu 1807–1810              | 17. Aloisie z Auerspergu 1807–1810              | 17. Aloisie z Auerspergu 1807–1810              | 17. Aloisie z Auerspergu 1807–1810              |                                                 |                                                 |                                    |                                    | 20. Vilém z Clam-Gallasu 1802–1822 | 20. Vilém z Clam-Gallasu 1802–1822 | 20. Vilém z Clam-Gallasu 1802–1822                | 20. Vilém z Clam-Gallasu 1802–1822                | 20. Vilém z Clam-Gallasu 1802–1822                | 20. Vilém z Clam-Gallasu 1802–1822                |                                                   |                                                   | 27. Eduard z Clam-Gallasu 1805–1891       | 27. Eduard z Clam-Gallasu 1805–1891       | 27. Eduard z Clam-Gallasu 1805–1891           | 27. Eduard z Clam-Gallasu 1805–1891           | 27. Eduard z Clam-Gallasu 1805–1891           | 27. Eduard z Clam-Gallasu 1805–1891           |                                               |                                               |                                          |                                          |                                    |                                    | 28. Klotilda z Dietrichsteinu 1828–1899    | 28. Klotilda z Dietrichsteinu 1828–1899    | 28. Klotilda z Dietrichsteinu 1828–1899            | 28. Klotilda z Dietrichsteinu 1828–1899            | 28. Klotilda z Dietrichsteinu 1828–1899            | 28. Klotilda z Dietrichsteinu 1828–1899            |                                                    |                                                    | 23. Adelheid z Clam-Gallasu 1805–1836     | 23. Adelheid z Clam-Gallasu 1805–1836     | 23. Adelheid z Clam-Gallasu 1805–1836     | 23. Adelheid z Clam-Gallasu 1805–1836     | 23. Adelheid z Clam-Gallasu 1805–1836     | 23. Adelheid z Clam-Gallasu 1805–1836     |                                           |                                           | Antonín Bedřich Mitrovský z Mitrovic (z Nemyšle) 1801–1865 | Antonín Bedřich Mitrovský z Mitrovic (z Nemyšle) 1801–1865 | Antonín Bedřich Mitrovský z Mitrovic (z Nemyšle) 1801–1865 | Antonín Bedřich Mitrovský z Mitrovic (z Nemyšle) 1801–1865 | Antonín Bedřich Mitrovský z Mitrovic (z Nemyšle) 1801–1865 | Antonín Bedřich Mitrovský z Mitrovic (z Nemyšle) 1801–1865 |                            |                            |                      |                      |
|                                             |                                             | 16. Matylda z Auerspergu 1806–1810                       | 16. Matylda z Auerspergu 1806–1810                       | 16. Matylda z Auerspergu 1806–1810                       | 16. Matylda z Auerspergu 1806–1810                       | 16. Matylda z Auerspergu 1806–1810                       | 16. Matylda z Auerspergu 1806–1810                       |                                   |                                   | 17. Aloisie z Auerspergu 1807–1810         | 17. Aloisie z Auerspergu 1807–1810         | 17. Aloisie z Auerspergu 1807–1810              | 17. Aloisie z Auerspergu 1807–1810              | 17. Aloisie z Auerspergu 1807–1810              | 17. Aloisie z Auerspergu 1807–1810              |                                                 |                                                 |                                    |                                    | 20. Vilém z Clam-Gallasu 1802–1822 | 20. Vilém z Clam-Gallasu 1802–1822 | 20. Vilém z Clam-Gallasu 1802–1822                | 20. Vilém z Clam-Gallasu 1802–1822                | 20. Vilém z Clam-Gallasu 1802–1822                | 20. Vilém z Clam-Gallasu 1802–1822                |                                                   |                                                   | 27. Eduard z Clam-Gallasu 1805–1891       | 27. Eduard z Clam-Gallasu 1805–1891       | 27. Eduard z Clam-Gallasu 1805–1891           | 27. Eduard z Clam-Gallasu 1805–1891           | 27. Eduard z Clam-Gallasu 1805–1891           | 27. Eduard z Clam-Gallasu 1805–1891           |                                               |                                               |                                          |                                          |                                    |                                    | 28. Klotilda z Dietrichsteinu 1828–1899    | 28. Klotilda z Dietrichsteinu 1828–1899    | 28. Klotilda z Dietrichsteinu 1828–1899            | 28. Klotilda z Dietrichsteinu 1828–1899            | 28. Klotilda z Dietrichsteinu 1828–1899            | 28. Klotilda z Dietrichsteinu 1828–1899            |                                                    |                                                    | 23. Adelheid z Clam-Gallasu 1805–1836     | 23. Adelheid z Clam-Gallasu 1805–1836     | 23. Adelheid z Clam-Gallasu 1805–1836     | 23. Adelheid z Clam-Gallasu 1805–1836     | 23. Adelheid z Clam-Gallasu 1805–1836     | 23. Adelheid z Clam-Gallasu 1805–1836     |                                           |                                           | Antonín Bedřich Mitrovský z Mitrovic (z Nemyšle) 1801–1865 | Antonín Bedřich Mitrovský z Mitrovic (z Nemyšle) 1801–1865 | Antonín Bedřich Mitrovský z Mitrovic (z Nemyšle) 1801–1865 | Antonín Bedřich Mitrovský z Mitrovic (z Nemyšle) 1801–1865 | Antonín Bedřich Mitrovský z Mitrovic (z Nemyšle) 1801–1865 | Antonín Bedřich Mitrovský z Mitrovic (z Nemyšle) 1801–1865 |                            |                            |                      |                      |
|                                             |                                             |                                                          |                                                          |                                                          |                                                          |                                                          |                                                          |                                   |                                   |                                            |                                            |                                                 |                                                 |                                                 |                                                 |                                                 |                                                 |                                    |                                    |                                    |                                    |                                                   |                                                   |                                                   |                                                   |                                                   |                                                   |                                           |                                           |                                               |                                               |                                               |                                               |                                               |                                               |                                          |                                          |                                    |                                    |                                            |                                            |                                                    |                                                    |                                                    |                                                    |                                                    |                                                    |                                           |                                           |                                           |                                           |                                           |                                           |                                           |                                           |                                                            |                                                            |                                                            |                                                            |                                                            |                                                            |                            |                            |                      |                      |
|                                             |                                             |                                                          |                                                          |                                                          |                                                          |                                                          |                                                          |                                   |                                   |                                            |                                            |                                                 |                                                 |                                                 |                                                 |                                                 |                                                 |                                    |                                    |                                    |                                    |                                                   |                                                   |                                                   |                                                   |                                                   |                                                   |                                           |                                           |                                               |                                               |                                               |                                               |                                               |                                               |                                          |                                          |                                    |                                    |                                            |                                            |                                                    |                                                    |                                                    |                                                    |                                                    |                                                    |                                           |                                           |                                           |                                           |                                           |                                           |                                           |                                           |                                                            |                                                            |                                                            |                                                            |                                                            |                                                            |                            |                            |                      |                      |
|                                             |                                             | 26. Josefína Františka Gabriela z Clam-Gallasu 1853–1853 | 26. Josefína Františka Gabriela z Clam-Gallasu 1853–1853 | 26. Josefína Františka Gabriela z Clam-Gallasu 1853–1853 | 26. Josefína Františka Gabriela z Clam-Gallasu 1853–1853 | 26. Josefína Františka Gabriela z Clam-Gallasu 1853–1853 | 26. Josefína Františka Gabriela z Clam-Gallasu 1853–1853 |                                   |                                   |                                            |                                            | Karel z Khevenhüller-Metsch 1839–1905           | Karel z Khevenhüller-Metsch 1839–1905           | Karel z Khevenhüller-Metsch 1839–1905           | Karel z Khevenhüller-Metsch 1839–1905           | Karel z Khevenhüller-Metsch 1839–1905           | Karel z Khevenhüller-Metsch 1839–1905           |                                    |                                    | Eduardina z Clam-Gallasu 1851–1925 | Eduardina z Clam-Gallasu 1851–1925 | Eduardina z Clam-Gallasu 1851–1925                | Eduardina z Clam-Gallasu 1851–1925                | Eduardina z Clam-Gallasu 1851–1925                | Eduardina z Clam-Gallasu 1851–1925                |                                                   |                                                   | 29. František z Clam-Gallasu 1854–1930    | 29. František z Clam-Gallasu 1854–1930    | 29. František z Clam-Gallasu 1854–1930        | 29. František z Clam-Gallasu 1854–1930        | 29. František z Clam-Gallasu 1854–1930        | 29. František z Clam-Gallasu 1854–1930        |                                               |                                               |                                          |                                          |                                    |                                    | 31. Marie z Hoyos-Sprinzensteinu 1858–1938 | 31. Marie z Hoyos-Sprinzensteinu 1858–1938 | 31. Marie z Hoyos-Sprinzensteinu 1858–1938         | 31. Marie z Hoyos-Sprinzensteinu 1858–1938         | 31. Marie z Hoyos-Sprinzensteinu 1858–1938         | 31. Marie z Hoyos-Sprinzensteinu 1858–1938         |                                                    |                                                    | Klotylda z Clam-Gallasu 1859–1947         | Klotylda z Clam-Gallasu 1859–1947         | Klotylda z Clam-Gallasu 1859–1947         | Klotylda z Clam-Gallasu 1859–1947         | Klotylda z Clam-Gallasu 1859–1947         | Klotylda z Clam-Gallasu 1859–1947         |                                           |                                           | Antal Kálmán Festetics de Tolna s 1847–1928                | Antal Kálmán Festetics de Tolna s 1847–1928                | Antal Kálmán Festetics de Tolna s 1847–1928                | Antal Kálmán Festetics de Tolna s 1847–1928                | Antal Kálmán Festetics de Tolna s 1847–1928                | Antal Kálmán Festetics de Tolna s 1847–1928                |                            |                            |                      |                      |
|                                             |                                             | 26. Josefína Františka Gabriela z Clam-Gallasu 1853–1853 | 26. Josefína Františka Gabriela z Clam-Gallasu 1853–1853 | 26. Josefína Františka Gabriela z Clam-Gallasu 1853–1853 | 26. Josefína Františka Gabriela z Clam-Gallasu 1853–1853 | 26. Josefína Františka Gabriela z Clam-Gallasu 1853–1853 | 26. Josefína Františka Gabriela z Clam-Gallasu 1853–1853 |                                   |                                   |                                            |                                            | Karel z Khevenhüller-Metsch 1839–1905           | Karel z Khevenhüller-Metsch 1839–1905           | Karel z Khevenhüller-Metsch 1839–1905           | Karel z Khevenhüller-Metsch 1839–1905           | Karel z Khevenhüller-Metsch 1839–1905           | Karel z Khevenhüller-Metsch 1839–1905           |                                    |                                    | Eduardina z Clam-Gallasu 1851–1925 | Eduardina z Clam-Gallasu 1851–1925 | Eduardina z Clam-Gallasu 1851–1925                | Eduardina z Clam-Gallasu 1851–1925                | Eduardina z Clam-Gallasu 1851–1925                | Eduardina z Clam-Gallasu 1851–1925                |                                                   |                                                   | 29. František z Clam-Gallasu 1854–1930    | 29. František z Clam-Gallasu 1854–1930    | 29. František z Clam-Gallasu 1854–1930        | 29. František z Clam-Gallasu 1854–1930        | 29. František z Clam-Gallasu 1854–1930        | 29. František z Clam-Gallasu 1854–1930        |                                               |                                               |                                          |                                          |                                    |                                    | 31. Marie z Hoyos-Sprinzensteinu 1858–1938 | 31. Marie z Hoyos-Sprinzensteinu 1858–1938 | 31. Marie z Hoyos-Sprinzensteinu 1858–1938         | 31. Marie z Hoyos-Sprinzensteinu 1858–1938         | 31. Marie z Hoyos-Sprinzensteinu 1858–1938         | 31. Marie z Hoyos-Sprinzensteinu 1858–1938         |                                                    |                                                    | Klotylda z Clam-Gallasu 1859–1947         | Klotylda z Clam-Gallasu 1859–1947         | Klotylda z Clam-Gallasu 1859–1947         | Klotylda z Clam-Gallasu 1859–1947         | Klotylda z Clam-Gallasu 1859–1947         | Klotylda z Clam-Gallasu 1859–1947         |                                           |                                           | Antal Kálmán Festetics de Tolna s 1847–1928                | Antal Kálmán Festetics de Tolna s 1847–1928                | Antal Kálmán Festetics de Tolna s 1847–1928                | Antal Kálmán Festetics de Tolna s 1847–1928                | Antal Kálmán Festetics de Tolna s 1847–1928                | Antal Kálmán Festetics de Tolna s 1847–1928                |                            |                            |                      |                      |
|                                             |                                             |                                                          |                                                          |                                                          |                                                          |                                                          |                                                          |                                   |                                   |                                            |                                            |                                                 |                                                 |                                                 |                                                 |                                                 |                                                 |                                    |                                    |                                    |                                    |                                                   |                                                   |                                                   |                                                   |                                                   |                                                   |                                           |                                           |                                               |                                               |                                               |                                               |                                               |                                               |                                          |                                          |                                    |                                    |                                            |                                            |                                                    |                                                    |                                                    |                                                    |                                                    |                                                    |                                           |                                           |                                           |                                           |                                           |                                           |                                           |                                           |                                                            |                                                            |                                                            |                                                            |                                                            |                                                            |                            |                            |                      |                      |
|                                             |                                             |                                                          |                                                          |                                                          |                                                          |                                                          |                                                          |                                   |                                   |                                            |                                            |                                                 |                                                 |                                                 |                                                 |                                                 |                                                 |                                    |                                    |                                    |                                    |                                                   |                                                   |                                                   |                                                   |                                                   |                                                   |                                           |                                           |                                               |                                               |                                               |                                               |                                               |                                               |                                          |                                          |                                    |                                    |                                            |                                            |                                                    |                                                    |                                                    |                                                    |                                                    |                                                    |                                           |                                           |                                           |                                           |                                           |                                           |                                           |                                           |                                                            |                                                            |                                                            |                                                            |                                                            |                                                            |                            |                            |                      |                      |
| Kristýna z Clam-Gallasu 1886–1947           | Kristýna z Clam-Gallasu 1886–1947           | Kristýna z Clam-Gallasu 1886–1947                        | Kristýna z Clam-Gallasu 1886–1947                        | Kristýna z Clam-Gallasu 1886–1947                        | Kristýna z Clam-Gallasu 1886–1947                        |                                                          |                                                          | Eleonora z Clam-Gallasu 1887–1967 | Eleonora z Clam-Gallasu 1887–1967 | Eleonora z Clam-Gallasu 1887–1967          | Eleonora z Clam-Gallasu 1887–1967          | Eleonora z Clam-Gallasu 1887–1967               | Eleonora z Clam-Gallasu 1887–1967               |                                                 |                                                 | Eduardina z Clam-Gallasu 1889–1970              | Eduardina z Clam-Gallasu 1889–1970              | Eduardina z Clam-Gallasu 1889–1970 | Eduardina z Clam-Gallasu 1889–1970 | Eduardina z Clam-Gallasu 1889–1970 | Eduardina z Clam-Gallasu 1889–1970 |                                                   |                                                   | Gabriela z Clam-Gallasu 1890–1979                 | Gabriela z Clam-Gallasu 1890–1979                 | Gabriela z Clam-Gallasu 1890–1979                 | Gabriela z Clam-Gallasu 1890–1979                 | Gabriela z Clam-Gallasu 1890–1979         | Gabriela z Clam-Gallasu 1890–1979         |                                               |                                               | Marie z Clam-Gallasu 1893–1959                | Marie z Clam-Gallasu 1893–1959                | Marie z Clam-Gallasu 1893–1959                | Marie z Clam-Gallasu 1893–1959                | Marie z Clam-Gallasu 1893–1959           | Marie z Clam-Gallasu 1893–1959           |                                    |                                    | Klotylda z Clam-Gallasu 1898–1975          | Klotylda z Clam-Gallasu 1898–1975          | Klotylda z Clam-Gallasu 1898–1975                  | Klotylda z Clam-Gallasu 1898–1975                  | Klotylda z Clam-Gallasu 1898–1975                  | Klotylda z Clam-Gallasu 1898–1975                  |                                                    |                                                    | Sofie z Clam-Gallasu 1900–1980            | Sofie z Clam-Gallasu 1900–1980            | Sofie z Clam-Gallasu 1900–1980            | Sofie z Clam-Gallasu 1900–1980            | Sofie z Clam-Gallasu 1900–1980            | Sofie z Clam-Gallasu 1900–1980            |                                           |                                           | Eduard Rupert z Auerspergu 1893–1948                       | Eduard Rupert z Auerspergu 1893–1948                       | Eduard Rupert z Auerspergu 1893–1948                       | Eduard Rupert z Auerspergu 1893–1948                       | Eduard Rupert z Auerspergu 1893–1948                       | Eduard Rupert z Auerspergu 1893–1948                       |                            |                            |                      |                      |
| Kristýna z Clam-Gallasu 1886–1947           | Kristýna z Clam-Gallasu 1886–1947           | Kristýna z Clam-Gallasu 1886–1947                        | Kristýna z Clam-Gallasu 1886–1947                        | Kristýna z Clam-Gallasu 1886–1947                        | Kristýna z Clam-Gallasu 1886–1947                        |                                                          |                                                          | Eleonora z Clam-Gallasu 1887–1967 | Eleonora z Clam-Gallasu 1887–1967 | Eleonora z Clam-Gallasu 1887–1967          | Eleonora z Clam-Gallasu 1887–1967          | Eleonora z Clam-Gallasu 1887–1967               | Eleonora z Clam-Gallasu 1887–1967               |                                                 |                                                 | Eduardina z Clam-Gallasu 1889–1970              | Eduardina z Clam-Gallasu 1889–1970              | Eduardina z Clam-Gallasu 1889–1970 | Eduardina z Clam-Gallasu 1889–1970 | Eduardina z Clam-Gallasu 1889–1970 | Eduardina z Clam-Gallasu 1889–1970 |                                                   |                                                   | Gabriela z Clam-Gallasu 1890–1979                 | Gabriela z Clam-Gallasu 1890–1979                 | Gabriela z Clam-Gallasu 1890–1979                 | Gabriela z Clam-Gallasu 1890–1979                 | Gabriela z Clam-Gallasu 1890–1979         | Gabriela z Clam-Gallasu 1890–1979         |                                               |                                               | Marie z Clam-Gallasu 1893–1959                | Marie z Clam-Gallasu 1893–1959                | Marie z Clam-Gallasu 1893–1959                | Marie z Clam-Gallasu 1893–1959                | Marie z Clam-Gallasu 1893–1959           | Marie z Clam-Gallasu 1893–1959           |                                    |                                    | Klotylda z Clam-Gallasu 1898–1975          | Klotylda z Clam-Gallasu 1898–1975          | Klotylda z Clam-Gallasu 1898–1975                  | Klotylda z Clam-Gallasu 1898–1975                  | Klotylda z Clam-Gallasu 1898–1975                  | Klotylda z Clam-Gallasu 1898–1975                  |                                                    |                                                    | Sofie z Clam-Gallasu 1900–1980            | Sofie z Clam-Gallasu 1900–1980            | Sofie z Clam-Gallasu 1900–1980            | Sofie z Clam-Gallasu 1900–1980            | Sofie z Clam-Gallasu 1900–1980            | Sofie z Clam-Gallasu 1900–1980            |                                           |                                           | Eduard Rupert z Auerspergu 1893–1948                       | Eduard Rupert z Auerspergu 1893–1948                       | Eduard Rupert z Auerspergu 1893–1948                       | Eduard Rupert z Auerspergu 1893–1948                       | Eduard Rupert z Auerspergu 1893–1948                       | Eduard Rupert z Auerspergu 1893–1948                       |                            |                            |                      |                      |
|                                             |                                             |                                                          |                                                          |                                                          |                                                          |                                                          |                                                          |                                   |                                   |                                            |                                            |                                                 |                                                 |                                                 |                                                 |                                                 |                                                 |                                    |                                    |                                    |                                    |                                                   |                                                   |                                                   |                                                   |                                                   |                                                   |                                           |                                           |                                               |                                               |                                               |                                               |                                               |                                               |                                          |                                          |                                    |                                    |                                            |                                            |                                                    |                                                    |                                                    |                                                    |                                                    |                                                    |                                           |                                           |                                           |                                           |                                           |                                           |                                           |                                           |                                                            |                                                            |                                                            |                                                            |                                                            |                                                            |                            |                            |                      |                      |
|                                             |                                             |                                                          |                                                          |                                                          |                                                          |                                                          |                                                          |                                   |                                   |                                            |                                            |                                                 |                                                 |                                                 |                                                 |                                                 |                                                 |                                    |                                    |                                    |                                    |                                                   |                                                   |                                                   |                                                   |                                                   |                                                   |                                           |                                           |                                               |                                               |                                               |                                               |                                               |                                               |                                          |                                          |                                    |                                    |                                            |                                            |                                                    |                                                    |                                                    |                                                    |                                                    |                                                    |                                           |                                           |                                           |                                           |                                           |                                           |                                           |                                           |                                                            |                                                            |                                                            |                                                            |                                                            |                                                            |                            |                            |                      |                      |
|                                             |                                             |                                                          |                                                          |                                                          |                                                          |                                                          |                                                          |                                   |                                   |                                            |                                            |                                                 |                                                 |                                                 |                                                 |                                                 |                                                 |                                    |                                    |                                    |                                    |                                                   |                                                   |                                                   |                                                   |                                                   |                                                   |                                           |                                           |                                               |                                               |                                               |                                               |                                               |                                               |                                          |                                          |                                    |                                    |                                            |                                            |                                                    |                                                    |                                                    |                                                    |                                                    |                                                    |                                           |                                           |                                           |                                           | 30. Kristiána Auerspergová 1933–1936      |                                           |                                           |                                           |                                                            |                                                            |                                                            |                                                            |                                                            |                                                            |                            |                            |                      |                      |
|                                             |                                             |                                                          |                                                          |                                                          |                                                          |                                                          |                                                          |                                   |                                   |                                            |                                            |                                                 |                                                 |                                                 |                                                 |                                                 |                                                 |                                    |                                    |                                    |                                    |                                                   |                                                   |                                                   |                                                   |                                                   |                                                   |                                           |                                           |                                               |                                               |                                               |                                               |                                               |                                               |                                          |                                          |                                    |                                    |                                            |                                            |                                                    |                                                    |                                                    |                                                    |                                                    |                                                    |                                           |                                           |                                           |                                           |                                           |                                           |                                           |                                           |                                                            |                                                            |                                                            |                                                            |                                                            |                                                            |                            |                            |                      |                      |